# Cañizar
Cañizar là một đô thị trong tỉnh Guadalajara, Castile-La Mancha, Tây Ban Nha. Theo điều tra dân số 2011 (INE), đô thị này có dân số là 84 người.